# ملفين أو. ماكلولين
ملفين أو. ماكلولين هو سياسي أمريكي، ولد في 8 أغسطس 1876 في أوسيولا في الولايات المتحدة، وتوفي في 18 يونيو 1928 في يورك في الولايات المتحدة. نشط حزبياً في الحزب الجمهوري. وقد انتخب عضو مجلس النواب الأمريكي ‏.